# Pteromonnina ramosa
Pteromonnina ramosa är en jungfrulinsväxtart som först beskrevs av Ivan Murray Johnston, och fick sitt nu gällande namn av B. Eriksen. Pteromonnina ramosa ingår i släktet Pteromonnina och familjen jungfrulinsväxter. Inga underarter finns listade i Catalogue of Life.